# Храми ГЭС-1
Храми ГЭС-1 (Храм ГЭС I) им. С. Орджоникидзе — гидроэлектростанция на реке Храми, Грузия. Входит в состав Храмского каскада, являясь его верхней ступенью. Первый гидроагрегат ГЭС пущен в 1947 году.
Храми ГЭС-1 построена по плотинно-деривационной схеме, созданное ею водохранилище является регулирующим для всего каскада. Состав сооружений ГЭС:
- Головной узел, включающий в себя:
  - каменно-набросную плотину высотой 32 м с экраном из нержавеющей стали;
  - водосброс;
  - донный водоспуск;
  - водоприёмник.
- Напорная деривация общей длиной 7,5 км, состоящая из двух напорных туннелей и напорного железобетонного водовода между ними.
- Станционный узел, включающий в себя:
  - Двухкамерный уравнительный резервуар (шахту)
  - Трехниточный турбинный водовод;
  - Помещение дисковых затворов;
  - Здание ГЭС;
  - Отводящий канал;
  - ОРУ 110 кВ.

Мощность ГЭС — 112,8 МВт, среднегодовая выработка — 317 млн.кВт·ч. В здании ГЭС установлены три гидроагрегата с вертикальными ковшовыми турбинами производства Ленинградского металлического завода, работающих при расчётном напоре 370 м (максимальный напор — 420 м), максимальный расход через каждую турбину — 12 м³/сек. Турбины приводят в действие гидрогенераторы мощностью по 37,6 МВт. Напорные сооружения ГЭС образуют Храмское (Цалкинское) водохранилище полным объёмом 312 млн.м³ и полезным объёмом 292 млн.м³.
Станция принадлежит АО «Храми ГЭС-1», собственником которого является российская Группа «Интер РАО». Оборудование ГЭС устарело и требует реконструкции; турбины были заменены в 1986 году.